# SR-2 Veresk
Lo SR-2 Veresk (СР-2 Вереск, dal russo: Brugo) è un mitra russo.

## Storia
Lo sviluppo di un nuovo mitra adattato per la cartuccia 9 × 21 mm Gyurza (usata anche dalla pistola SR-1 Gyurza) fu lanciato nella metà degli anni novanta su ordine del FSB. Nel 1999 fu presentata un'arma, sviluppata alla TsNIITochMash di Klimovsk, che ricevette la designazione di SR-2 (Spetsialnaya Razarbotka - 2, dal russo: Sviluppo Speciale - 2) e soprannominata Veresk (dal russo: Brugo, una pianta).
Il Veresk e la sua cartuccia furono creati come un'arma compatta capace di colpire il nemico attraverso il giubbotto antiproiettile livello II russo (capace di fermare pallottole di pistole ordinarie, come la 9 × 19 mm Parabellum e la 7,62 × 25 mm Tokarev) e mezzi con rivestimento difensivo leggero, efficace a distanze fino a 200 metri.